# Yūto Misao
Yūto Misao (三竿 雄斗?, Misao Yūto; Musashino, 16 aprile 1991) è un calciatore giapponese, difensore del Perth Glory.

## Palmarès

### Club

#### Competizioni nazionali
- J2 League: 1

Shonan Bellmare: 2014
- Supercoppa del Giappone: 1

Kashima Antlers: 2017
- Australia Cup: 1

Perth Glory: 2025

#### Competizioni internazionali
- AFC Champions League: 1

Kashima Antlers: 2018